# 腈钠
腈钠是指腈类化合物和钠离子形成的盐，这类盐被认为是反应中存在的中间体。腈钠可由腈和氨基钠、取代氨基钠或金属钠反应得到。但由于腈钠的高度不稳定性，其固体的分离特别困难。

## 乙腈钠
乙腈钠（NaCH2CN，Mr＝63.0）被认为是一种白色固体，可由乙腈和NaN(SiMe3)2反应得到：
CH3CN + 3 NaN(SiMe3)2 —乙醚→ NaCH2CN + HN(SiMe3)2 + 2 NaN(SiMe3)2
该反应中，乙腈只有1个氢原子被钠取代。
由于乙腈的α-H具有一定的酸性，因此与氨基钠在液氨中反应，生成了一种被认为是NaCH2CN·xNH3或(CH2CN)-Na+·xNH3的产物。但当这种化合物在液氨中结晶时，产生的却是CH3C(=NH)NHNa（脒的钠盐）。
乙腈钠可以和卤代烃反应：
NaCH2CN + RX → NaX + RCH2CN

## 苯乙腈钠
苯乙腈钠（C16H13N2Na，Mr＝256.3）可由苯乙腈和金属钠直接反应得到，其产物为二聚体的钠盐：
3 C6H5CH2CN + 2 Na → NaCN + C6H5CH3 + C16H13N2Na
Fred等认为苯乙腈钠的结构应该是(C6H5)HC=C=N-Na（Mr＝139.1）：
2 (C6H5)H-C=C=N-H + 2 Na → 2 (C6H5)H-C=C=N-Na
(C6H5)H-C=C=N-Na + H2 → C6H5CH3 + NaCN （副反应）
其化学性质活泼，高温下发生分解反应，产生二苯乙烯和氰化钠
2 (C6H5)H-C=C=N-Na → NaCN + (C6H5)H-C=C-H(C6H5)
它和空气中的氧气反应，得到苯甲酸和氰化钠：
2 (C6H5)H-C=C=N-Na + O2 → C6H5COOH + NaCN
它和硝酸银在无水乙醇中反应，得到相应的银盐。

## 腈的其它金属盐
乙腈和叔丁基锂反应，可以得到Li2CHCN。
苯乙腈和钾的反应可以得到相应的钾盐，反应按如下方程式发生：
2 C6H5CH2CN + 2 K → 2 C6H5HC=C=NK + H2
产物C6H5HC=C=NK对水蒸气和二氧化碳敏感，酸会将其分解，放出氰化氢。它和(C6H5)(CN)HCK有着互变异构，虽然该异构体不占主导，但能够和碘乙烷反应，产生该异构体的取代物：
(C6H5)(CN)HCK + C2H5I → (C6H5)(CN)HC(C2H5) + KI
腈的镁、铜、锌盐也被制得，它们和钠盐一样，都是很强的亲核试剂。这些腈的金属盐中碳氮键的三键性质之外，通过X射线分析，还有部分碳碳双键的性质。